# Paul Distelbarth
Paul Heinrich Distelbarth (* 23. Dezember 1879 in Wiesenthal; † 17. Januar 1963 in Löwenstein) war ein Pazifist, Unternehmer, Journalist, Herausgeber und Reiseschriftsteller. Er setzte sich vor allem für die deutsch-französische Verständigung zwischen allen Bevölkerungskreisen ein.

## Leben
Distelbarths Familie stammte aus dem Schwäbischen und besaß eine Glaswaren-Exportfirma. Paul absolvierte eine Lehre als Bankkaufmann, danach lebte er einige Jahre in Paris. 1911 heiratete er Hildegard, geb. Erhardt. 1912 wurde ihr Sohn Wolfgang geboren, ihre Tochter Gerda kam 1914 zur Welt, ihre weiteren Kinder waren Hagen 1918 (gefallen im Zweiten Weltkrieg), Kurd 1919 (gefallen), Freia 1923 und der spätere Verleger Frank Distelbarth 1928. Der deutschnational geprägte Paul wurde durch den Ersten Weltkrieg zum entschiedenen Kriegsgegner, was er bis an sein Lebensende blieb. Paul Distelbarth veräußerte 1921 die Glaswaren-Exportfirma und erwarb davon ein Obst- und Weingut in Löwenstein-Rittelhof. Nach den Locarno-Verträgen 1925 engagierte sich Distelbarth für die deutsch-französische Freundschaft. Mit diesem Interesse traf er sich deutscherseits mit dem Industriellen Robert Bosch, auf französischer Seite mit den dort sehr aktiven Veteranen-Verbänden, die ebenfalls seit Mitte der 1920er Jahre überwiegend pazifistisch orientiert waren.
Nach der "Machtergreifung" Hitlers 1933 wurde gegen Distelbarth ein Haftbefehl wegen des Verdachts auf Landesverrat erlassen. Distelbarth ging nach Paris. Dort wurde er Korrespondent für deutsche Zeitungen. 1935 erschien erstmals sein erfolgreiches Buch Lebendiges Frankreich, das zu großen Teilen auf diesen Reportagen beruhte. Damit gab er den Lesern ein ganz neues, positives und verständnisvolles Bild von Frankreich, insbesondere der Provinz. Fortdauernd engagierte Distelbarth sich für die Verständigung zwischen den beiden Ländern.
In den Jahren 1939 bis 1945 führte Distelbarth ein stilles Leben auf dem Rittelhof, eine innere Emigration. Die Söhne Hagen und Kurd fielen als Soldaten.

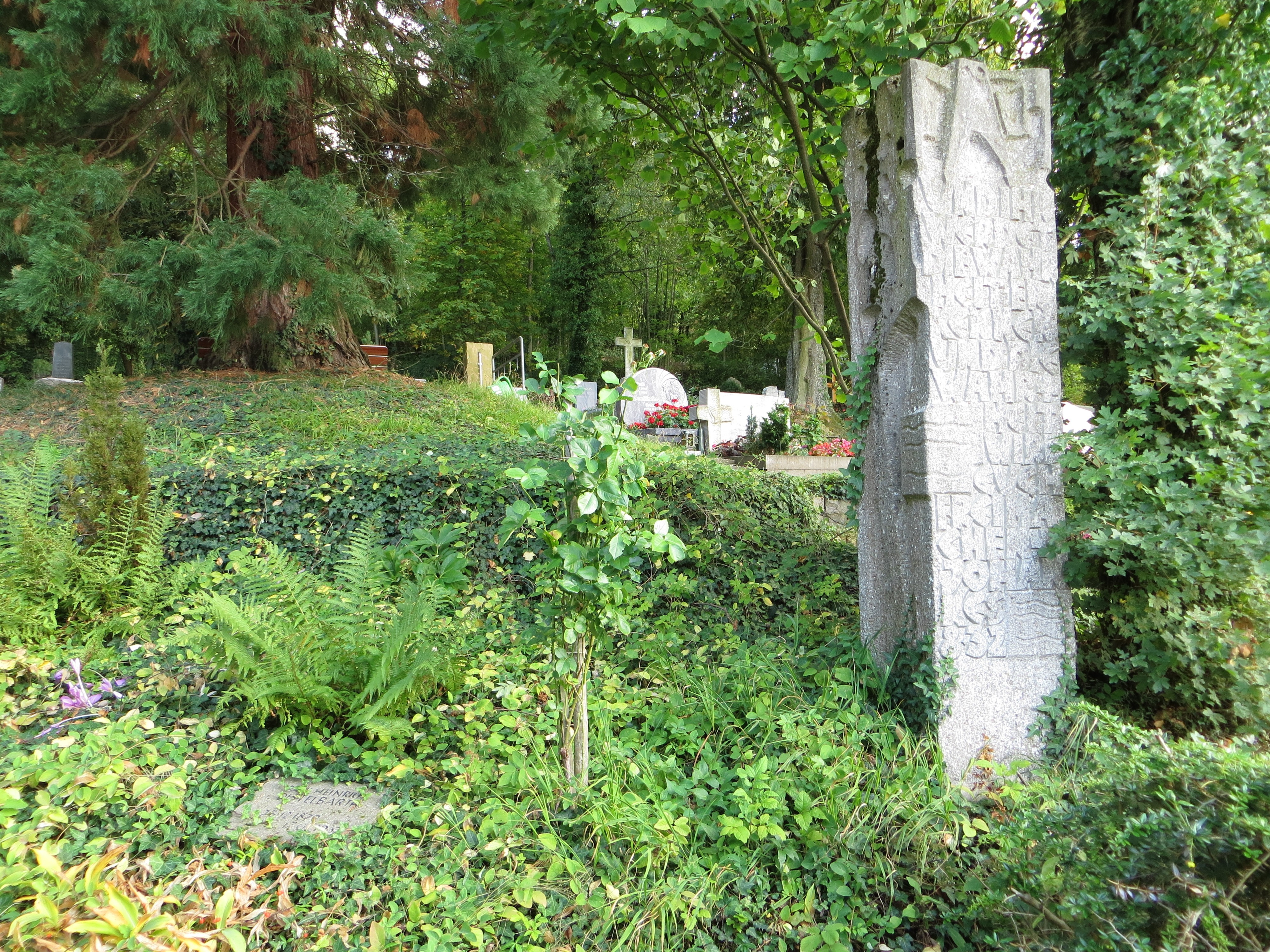
Grab Paul Distelbarths auf dem Löwensteiner Waldfriedhof mit einer Stele von Hermann Koziol

Mit 66 Jahren erhielt Paul Distelbarth 1946, gemeinsam mit Hermann Schwerdtfeger, von der amerikanischen Verwaltung eine Lizenz für die Gründung der Heilbronner Stimme. In seinen Leitartikeln äußerte er sich pointiert. Er setzte sich für einen demokratischen Neubeginn und die Völkerverständigung ein, misstraute Ideologien und hielt den zahlreichen Ewiggestrigen einen Spiegel vor, der das hässliche Bild zeigte, welches sie bis 1945 abgaben.
1955 zog Distelbarth sich aus der Geschäftsführung der Zeitung zurück. Er unternahm etliche Reisen, unter anderem in die Sowjetunion und in die Volksrepublik China, von denen er jeweils in weiteren Büchern erzählte. An diesen Büchern sind besonders die zahlreichen großen Fotos auffallend, überwiegend in Schwarz-Weiß, die ein geschultes Fotografen-Auge beweisen. Seinen Lebensabend verbrachte er überwiegend in Südfrankreich.
Paul Distelbarths Grab liegt in Löwenstein.

## Werk
Sein Sohn und Verlagserbe Frank Distelbarth schrieb über ihn

„Mein Vater Paul Distelbarth, der den Ersten Weltkrieg 1914 – 1918 vom ersten bis zum letzten Tag als Offizier miterlebte, kam aus diesem Krieg als Pazifist und absoluter Kriegsgegner zurück. Da er schon in jungen Jahren als Kaufmann in Paris tätig war, perfekt französisch sprach und sich von Frankreich und der französischen Wesensart besonders angezogen fühlte, da ihm außerdem klar geworden war, dass der Frieden in Europa nur gehen kann, wenn es zu einer dauerhaften Versöhnung zwischen Deutschland und Frankreich, als Keimzelle für ein gemeinsames Europa, kommt, setzte er sich sein ganzes weiteres Leben für diese deutsch-französische Verständigung ein.“

In der von ihm gegründete Zeitung wurde Distelbarth viel später, nicht gerade begeistert, ein Freigeist genannt:

„Der Leitartikler (sc. P. D.) stritt gegen die Wiederbewaffnung der Bundesrepublik, fürchtete die Spaltung Deutschlands im Kalten Krieg, warb für ein neutrales Europa zwischen USA und UdSSR. Bis zuletzt blieb Distelbarth ein politischer Freigeist. Und er war neugierig auf andere Länder, andere Kulturen. Als einer der ersten westdeutschen Journalisten reiste er in den 1950er Jahren durch Russland und durch das China Mao Tsetungs. Danach war er davon überzeugt, dass vom Kommunismus beider Länder keine Aggressionsgefahr ausgehe.“

Distelbarth selbst spürte den Gegenwind gegen seinen Wunsch nach Völkerverständigung nach 1945 sehr deutlich:

„Das Buch wurde von der bürgerlichen Presse Westdeutschlands sehr ungnädig beurteilt, fand aber bei der Leserschaft durchweg eine freundliche Aufnahme.“

Kurz vor dem endgültigen Ausbruch einer Begeisterung der Deutschen für Nazi-Deutschland bemühte er sich, von den deutsch-französischen Beziehungen der Locarno-Zeit noch etwas zu retten, wie Le Figaro 1932 berichtete:

„M. Paul Distelbarth, délégué de la section allemande de la Confédération internationale de l'association des anciens combattants, publie, dans le Stuttgarter Neues Tagblatt, un article où il s'attache à démontrer que le gouvernement du Reich aurait tort de rejeter le plan français concernant l'universalité, en Europe, du service militaire à court terme. M. Distelbarth considère que, du point de vue purement-intérieur, l'Allemagne gagnerait au système d'une milice qui, en assemblant pour une tâche commune les jeunes gens d'opinion politique plus ou moins opposée, contribuerait beaucoup, à son avis, à supprimer la haine politique qui divise actuellement la jeunesse allemande. M. Distelbarth exprime l'espoir que le gouvernement du Reich ne se laissera pas influencer par l'argumentation de ceux qui voudraient que l'Allemagne rejetât le plan français. Le président du conseil français, déclare-t-il, nous a donné une chance qu'il serait impardonnable de ne pas saisir.“

Distelbarth wollte die Freundschaft unter einfachen Menschen aller sozialer Schichten, nicht nur zwischen den Eliten, wie es Ernst Robert Curtius aggressiv vertrat:

„Distelbarth ... ein Mensch, der sein Leben lang seinem Ideal einer deutsch-französischen Verständigung treu blieb und auch in den für ihn schwierigen Zeiten nie aufgab, sich für ein friedliches und geeintes Europa auf der Basis einer deutsch-französischen Freundschaft einzusetzen. Paul Distelbarths Forderungen einer deutsch-französischen Freundschaft begründete er nicht nur auf der politischen Ebene, sondern vielmehr wünschte er sich eine Annäherung unter den Bürgern. Er wollte keine von oben diktierte und verordnete Freundschaft, sondern eine freiwillige und lebendige Freundschaft zwischen den ... Völkern auf beiden Rheinseiten.“

## Ehrungen
- Paul-Distelbarth-Gedenktafel in Vendôme 2003; Benennung eines Platzes im Schulgelände des Lycée Ronsard dieser Stadt; Konferenz über ihn ebenda am 18. Mai 2013
- Namensgeber für: Evangelisches Paul-Distelbarth-Gymnasium (Privatschule), Obersulm

## Publikationen
- Deutschland – Frankreich. Das psychologische Problem, in Stuttgarter Neues Tagblatt, 9. Juni 1932
- Lebendiges Frankreich. Vorwort Henri Pichot. 4. Aufl. Rowohlt, Berlin 1938 (zuerst 1935).[6]
  - Auszug: Un touriste allemand en Vendômois dans les années 30. (Ein deutscher Tourist besucht Vendôme in den 1930er Jahren.) Übers. Bernard Diry; Illustr. Charles Portel. Éd. du Cherche l'une, Vendôme 1998, ISBN 2904736115. Zweisprachige Fassung[7]
  - La France vue par un Allemand. Hg. Henry Asselin. Stemerding, Rotterdam [1939]
  - France vivante. Verlag Alsatia[8]

1. La Personne France. Vorworte Henri Pichot[9]. Übers. Paul Distelbarth. Alsatia, Colmar und Paris 1937
2. Images de la France.[10]

- Deutsch-Französische Rundschau, ständiger Mitarbeiter, mit zahlreichen Beiträgen seit 1932
- Neues Werden in Frankreich. Zeugnisse führender Franzosen. Ernst Klett, Stuttgart 1938[11]
- Das andere Frankreich. Aufsätze zur Gesellschaft, Kultur und Politik Frankreichs und zu den deutsch-französischen Beziehungen 1932 - 1953. Reihe: Convergences. Einleitung und Hg. Hans Manfred Bock; mit Kommentaren. Peter Lang, Bern 1997 ISBN 3906754936 Literaturverzeichnis S. 507–526
- Franzosen und Deutsche – Bauern und Krieger. Rowohlt, Stuttgart 1946; wieder Hatje, Calw 1947
- Frankreich gestern, heute, immer. Druckerei und Verlagsanstalt Heilbronn, 1953[12]
- Rußland heute. Bericht einer Reise. Rowohlt, 1954
  - zensierte Fass. Rußland CCCP. Union Verlag Berlin 1957 (1.–5. Tsd.)[13]
- Blüte der Mitte. Eine Reise in das größte Land alter Kultur und neuen Lebenswillens. Berlin 1958 (mit Bildteil)
- Wacht im Osten. Band 4. Mit Fotografien des Autors 1914 - 1918. Heilbronner Stimme, Heilbronn 1989

1. Frontoffizier im Ersten Weltkrieg
2. Der Kreishauptmann von Borissow

- Frankreich: Provincia romana, in Werner Benndorf Hg.: Das Mittelmeer-Buch. Albert-Henry-Payne-Verlag, Leipzig-Reudnitz 1940
- L'"Union" vue par un écrivain allemand, in "Bulletin des la Union pour la vérite", Jg. 46, Nr. 3–4, 1936/1937, S. 133–137

## Notizen
1. ↑  nur durch eigene Angaben P. D.s überliefert
2. ↑  Nachdem die Beschuldigung wegen Landesverrat als haltlos aufgegeben wurde, konnte er nach Belieben wieder nach Deutschland fahren.
3. ↑  City-Anzeiger, Ennepe-Ruhr-Kreis: 40 Ans/Jahre Jumelage/Partnerschaft Gevelsberg - Vendôme 1973 - 2013; Vorwort zu „Un touriste allemand en Vendômois dans les années 30“
4. ↑  noch deutlicher äußerte Distelbarth sich 1957 zu einer
Briefpartnerin: Liebes Fräulein Schampel, durch Rowohlt erhielt ich Ihren Brief vom 7. Oktober, und danke Ihnen dafür. Er hat mir Freude gemacht. Natürlich bin ich wegen meines Rußlandbuches viel angefochten und in der bürgerlichen Presse nach Noten schlecht gemacht worden.
5. ↑  Tatsächlicher Name: "Confédération internationale des associations de mutilés et d’anciens combattants", CIAMAC, Präsident Henri Pichot 1927-1928 von der französischen "Union fédérale ..." usw., abgekürzt UF; seit ca. 1930 arbeiteten in der internationalen CIAMAC die Länder Deutschland, Tschechoslowakei, Großbritannien, Italien, Belgien, Rumänien, Polen und Österreich mit. Die CIAMAC unterstützte den Völkerbund, auch genannt "Genfer Liga" (Institution de Genève), meist abgekürzt SDN für "Société des Nations"
6. ↑  Deutsche Nationalbibliothek und H. M. Bock geben 1936 als Jahr des ersten Erscheinens an. Häufige Neuauflagen, auch in der Schweiz. Die Fassungen variieren nicht nur in den Vorworten. Zuletzt in der DDR im Union Verlag Berlin, 1957, in 2 Aufl., ergänzt mit etlichen s/w Fotografien von P. D., entnommen aus Frankreich gestern, heute, immer von 1953
7. ↑  63 Seiten
8. ↑  Das Buch zeigt deutliche Veränderungen gegenüber der deutschen Fassung. Auf Französisch wirbt Distelbarth mehrfach und eindeutig für das »neue Deutschland«, die »nationale Revolution« von 1933 und das nationalsozialistische Regime, dessen »Schreckensherrschaft« er durch einen Vergleich mit der französischen Revolution rechtfertigt, indem er von den Franzosen, die er traf, behauptet: »Ils disent: Nous aussi, nous avons connu la Terreur.« Distelbarth sieht eine Hierarchie der Völker, in der die Franzosen deutlich unter den Deutschen stehen: Les Français, somme toute, vivaient heureux dans leur enclos. Ils étaient tout naïvement persuadés que Paris était le nombril de la planète; ce qui se passait au delà des murs du clos ne les intéressait guère. Tout cela était ‘là-bas’: dans cette désignation un peu dédaigneuse ils confondaient tous les peuples européens sans égard au rang qu’ils occupaient dans la hiérarchie des peuples; car il y a une hiérarchie, et quiconque ne veut pas la voir se trompe. Vgl. Online von Wolfgang Geiger
9. ↑  je eines für deutsche oder französische Leser, von Pichot so gekennzeichnet
10. ↑  Überarbeitete Neuaufl. beider Teile in 1 Band: La personne France. Alsatia, Paris 1942
11. ↑  Enthält teils Originalbeiträge, Übers. P. D., von Teilhard de Chardin, Hubert Lyautey, Charles Péguy, Alain, Georges Duhamel, Jules Romains, Jean Cardinal Verdier, Gustave Thibon, Jacques Maritain, Auguste Detoeuf, René Dupuis, Emmanuel Mounier, Marcel Déat und Maurice Barrès, sowie Paul Desjardins, der eine der wichtigsten Kontaktpersonen P. D.'s in Frankreich war. Ein weiterer Teil besteht aus Darlegungen von P. D. selbst, diese sind sehr positiv zum NS, insbes. in der  Einleitung zu seiner Déat-Übersetzung stimmt Distelbarth dem Faschisten M. D. zu: ...die  uns (sc. P. D.) deshalb bemerkenswert erscheinen, weil die darin vertretenen Meinungen sich den Ideen des Nationalsozialismus nähern, so der Grundsatz des "sozialen Nutzens" und des "gerechten Preises", die ... eine schroffe Abkehr vom wirtschaftlichen Liberalismus bedeuten, S. 193. Jedenfalls zu dieser Zeit stand Distelbarth den Theorien Gottfried Feders nahe
12. ↑  Verlag der Heilbronner Stimme
13. ↑  Mehrere Verlage wollten den Reisebericht für die DDR verlegen. Doch erst wurden 11, dann 26 Stellen, darunter Begriffe wie Akkordlöhne, Geheimdienst und Trunksucht von der Zensur gestrichen. Die Zensorin Carola Gärtner-Scholle machte im Buch schließlich 117 "negative und dubiöse" (sic) Stellen aus und setzte ein "Pfui!" über den Antrag des Verlags. Das Buch erschien dennoch, aber in abgeänderter Form. Siehe Siegfried Lokatis, Zensurspiele. Heimliche Literaturgeschichten aus der DDR. Mitteldeutscher Verlag, Halle 2008
14. ↑  In Google books und im Online-Buchhandel einsehbar. Bock konnte vor allem auch die private Korrespondenz zwischen den Eheleuten Distelbarth sowie das Familien-Archiv auswerten, was ihm einen Einblick in D.s Denkweise erlaubte
15. ↑  2015 noch nicht online; möglicherweise später via Perspectivia.net

| Personendaten    | Personendaten                                                              |
| ---------------- | -------------------------------------------------------------------------- |
| NAME             | Distelbarth, Paul                                                          |
| ALTERNATIVNAMEN  | Distelbarth, Paul Heinrich; Distelbarth, Paul H.; Barth, Peter (Pseudonym) |
| KURZBESCHREIBUNG | deutscher Pazifist und Zeitungsverleger                                    |
| GEBURTSDATUM     | 23. Dezember 1879                                                          |
| GEBURTSORT       | Wiesenthal                                                                 |
| STERBEDATUM      | 17. Januar 1963                                                            |
| STERBEORT        | Löwenstein                                                                 |